# Hamburgischer Correspondent
Hamburgischer Correspondent var Hamburgs äldsta politiska tidning. Den var högt respekterad och ofta citerad, bland annat i Post- och Inrikes Tidningar. Den politiska färgen var regeringsvänlig, national-liberal, men mesta tiden partilös. Tidningen utgavs i mer än 200 år, men lades ner under nazitiden.
Tidningen räknade sina anor från 1710 eller 1711 då boktryckaren Holle i Schiffbeck nära Hamburg började utge "Schiffbecker Posthorn" två gånger i veckan. Den hette sedan "Aviso" och 1721-1731 "Staats- und Gelehrte Zeitungen des holsteinischen unparteyischen Correspondenten". Efter att utgivningen övertogs av boktryckaren Georg Christian Grund, ändrades namnet till Staats- und gelehrte Zeitung des Hamburgischen unparteyischen Correspondenten (Hamburgs opartiska korrespondenters stats- och lärda tidning). Under det franska styret i Hamburg utgavs den med både tysk och fransk text under titeln "Journal du département des Bouches de l'Elbe".
Den var vid 1800-talets början den mest lästa tyskspråkiga tidningen. Upplagan var 30.000 exemplar (1806). År 1830 blev den daglig och utkom i början av 1900-talet med 13 nummer i veckan. Från 1852 tjänstgjorde den som officiell tidning för Hamburg. 1862 gick den samman med handelstidningen Hamburgische Börsenhalle (grundad 1805), som dock fortsatte att utges två gånger i veckan. Tidningen blev 1869 aktiebolag.
Under Weimarrepubliken (1920-talet) var tidningen partiorgan för nationalliberala Deutsche Volkspartei (DVP). Den sålde inte längre i samma stora upplaga och drogs med finansiella svårigheter. Efter nazisternas maktövertagande och deras undertryckande av oppositionell press, påskyndades nedläggningen av den finanssvaga tidningen. Från den 1 april 1934 övertogs utgivningen av förlaget Hermanns Erben och tidningen slogs samman med Hamburger Nachrichten. Hamburgischer Correspondent blev därmed den första borgerliga tidningen i Hamburg som försvann under nazisternas styre.
Chefredaktör var 1870-1874 Julius von Eckardt, 1905 Hermann Diez och 1924 Felix von Eckardt (vars son med samma namn var filmmanusförfattare och CDU-politiker).